# Marózek
Marózek (niem. Klein Maransen) – wieś w Polsce położona w województwie warmińsko-mazurskim, w powiecie olsztyńskim, w gminie Olsztynek. W latach 1975–1998 miejscowość należała administracyjnie do województwa olsztyńskiego.
Wieś mazurska, położona na wschodnim brzegu jeziora Maróz, wśród dużego kompleksu sosnowych lasów. Dojazd do wsi od strony Olsztynka, szosą nr 603 w kierunku Swaderki - Kurki, 2 km za Swaderkami i 05, km przed Selwą zjazd w prawo asfaltową drogę. Obecnie Marózek jest wsią letniskową. Poza domkami letniskowymi są także dwa ośrodki wypoczynkowe: „Poligraf" na 320 miejsc i spółki cywilnej „EL-Corn" na 130 miejsc. W sezonie jest czynnych kilka punktów gastronomicznych. 

## Historia
Wieś powstała w 1785 roku.  W 1939 roku liczyła 105 mieszkańców, była też szkoła podstawowa. 
W 1997 r. było 28 stałych mieszkańców. W 2005 r. mieszkało we wsi na stałe 31 osób.

## Zabytki
- W centrum wsi znajduje się murowana wieżyczka - wiejska sygnaturka, której używano w wyjątkowych okolicznościach, żeby zwołać całą ludność.
- Na północnym skraju wsi znajduje się cmentarz ewangelicki z początku XX wieku.